# Eveliina Piippo
Eveliina Piippo (7 settembre 1998) è una fondista finlandese.

## Biografia
La Piippo, attiva in gare FIS dal dicembre del 2012, in Coppa del Mondo ha esordito il 3 marzo 2018 a Lahti (58ª) e ha conquistato il primo podio 9 dicembre 2018 a Beitostølen (3ª); l'anno successivo ai Mondiali di Seefeld in Tirol, suo esordio iridato, è stata 19ª nella 30 km, 23ª nello skiathlon e 6ª nella staffetta. Ai Mondiali di Planica 2023 si è piazzata 16ª nella 10 km, 15ª nello skiathlon e 4ª nella staffetta.

## Palmarès

### Coppa del Mondo
- Miglior piazzamento in classifica generale: 44ª nel 2023
- 2 podi (a squadre):
  - 2 terzi posti